# Малайская подобласть
Малайская подобласть — часть Индо-Малайской фаунистической области в биогеографии. Занимает южную часть полуострова Малакка и весь Малайский архипелаг (включая Филиппины). Некоторые исследователи делят эту подобласть на две самостоятельные, Зондскую (Малакка и Индонезия) и Филиппинскую. Другие зоологи считают, что остров Сулавеси следует отнести не к этой, а к соседней, Австралийской фаунистической области. Аргументы в пользу этого: наличие на Сулавеси некоторых видов сумчатых (кускус).
На территории подобласти преобладают влажные экваториальные и тропические леса, заметно измененные земледельческой деятельностью человека. Местами ландшафт полностью становится антропогенным. Так, на острове Ява лесов практически нет.
Фауна Малайской подобласти беднее, чем фауна соседней, Индийской подобласти.
Эндемики: долгопяты (3 вида), носачи, 3 вида гиббонов, орангутан, суматранский полосатый заяц, яванские и суматранские носороги, которые ещё сто лет назад жили и на материке.
Характерны для Малайской подобласти ежи, зайцы, белки, свиньи, олени, мусанг, встречаются тигры, леопарды, широко известен гигантский варан с острова Комодо. Для острова Сулавеси эндемичны карликовый буйвол аноа, хохлатый павиан, свинья бабирусса.